# 이정성
이정성(1963년 11월 15일 ~ )은 대한민국의 배우이다.

## 데뷔
1986년 연극배우로 처음 데뷔하였다.

## 출연작

### 영화
- 1992년 《영구와 부시맨》.. 악당 역
- 1994년 《대통령의 딸》 ... 창식 역
- 1996년 《내일로 흐르는 강》 ... 롯데 역
- 1997년 《쁘아종》 ... 사냥감 역
- 2002년 《폰》 ... 선배 역
- 2003년 《튜브》 ... 6호선 기관사 역
- 2004년 《맹부삼천지교》 ... 중개사 역
- 2004년 《신석기 블루스》 ... 의사 6 역
- 2005년 《말아톤》 ... 내과 의사 역
- 2005년 《가발》 ... 성당 신부 역
- 2006년 《모노폴리》 ... 최면술사 역
- 2007년 《허브》 ... 중년남편 역
- 2012년 《재앙의 시작》 ... 황 사장 역
- 2014년 《유품정리인》 ... 의사 역

### 드라마
- 1995년 ~ 1996년 MBC 《제4공화국》 ... 광주 시민 역
- 1996년 ~ 1997년 KBS1 《용의 눈물》
- 2001년 ~ 2002년 KBS2 《명성황후》
- 2001년 ~ 2002년 MBC 《상도》
- 2002년 KBS2 《태양인 이제마》
- 2002년 ~ 2003년 SBS 《야인시대》 ... 설향을 희롱하는 명월관 손님, 김종원의 부관 (육군 중위), 황철 역
- 2002년 ~ 2003년 SBS 《얼음꽃》 ... 운동하는 아저씨 역
- 2003년 ~ 2004년 KBS 《무인시대》 ... 백성 역
- 2003년 ~ 2004년 MBC 《대장금》
- 2004년 KBS2 《낭랑 18세》 ... 의사 역
- 2004년 KBS2 《애정의 조건》
- 2004년~2005년 MBC 《왕꽃 선녀님》 ... 레스토랑 매니저 역
- 2004년~2005년 MBC 《영웅시대》
- 2004년 EBS 《명동백작》 ... 김승호 역
- 2004년 ~ 2005년 KBS 《불멸의 이순신》 ... 허성 역
- 2004년 SBS 《장길산》
- 2004년 SBS 《파리의 연인》 ... 임시주주총회 진행자 역
- 2004년 KBS2 《두번째 프러포즈》
- 2004년 KBS2 《해신》
- 2004년 ~ 2005년 SBS 《토지》
- 2005년 MBC 《제5공화국》 ... 장태완 수도경비사령관 (육군 소장) 비서실장 김수택 (육군 중령) 역
- 2005년 SBS 《그 여름의 태풍》 ... 단양 의사 역
- 2005년 KBS2 《부활》 ... 의사 역
- 2005년 ~ 2006년 SBS 《서동요》
- 2006년 ~ 2007년 MBC 《주몽》
- 2006년 ~ 2007년 KBS 《열아홉 순정》 ... UT 팀장 역
- 2006년 ~ 2007년 SBS 《연개소문》 ... 이건성의 부장 역
- 2006년 ~ 2007년 KBS1 《대조영》
- 2006년 ~ 2007년 MBC 《거침없이 하이킥!》 ... 뉴스 앵커 역
- 2007년 KBS2 《헬로! 애기씨》 ... 의사 역
- 2007년 SBS 《쩐의 전쟁》
- 2007년 ~ 2008년 SBS 《황금신부》
- 2007년 ~ 2008년 SBS 《왕과 나》
- 2007년 ~ 2008년 MBC 《이산》 ... 청나라 관리 역
- 2007년 OCN 《키드갱》 ... 송 변호사 역
- 2008년 KBS1 《대왕 세종》
- 2008년 SBS 《온에어》 ... 변호사 역
- 2008년 SBS 《일지매》
- 2008년 ~ 2009년 MBC 《에덴의 동쪽》
- 2008년 ~ 2009년 KBS2 《》
- 2009년 KBS2 《꽃보다 남자》 ... 방사선과 의사 역
- 2009년 KBS2 《천추태후》 ... 서경총관 역
- 2009년 SBS  《찬란한 유산》 ... 진성식품 이사 역
- 2009년 ~ 2010년 MBC 《지붕뚫고 하이킥!》 ... 정보석의 친구 역
- 2010년 SBS
- 2010년 KBS1
- 2010년 KBS1
- 2010년 MBC 《동이》 ... 청나라 관리 역
- 2010년 SBS 《자이언트》 ... 변호사 역
- 2010년 KBS1
- 2010년 KBS2
- 2010년 MBC 《즐거운 나의 집》 ... 고 변호사 역
- 2010년~2011년 SBS 《괜찮아, 아빠딸》 ... 재판장 역
- 2011년 MBC 《마이 프린세스》 ... 외교통상부 책임자 역
- 2011년 SBS 《신기생뎐》 ... 마이준의 지인 역
- 2011년 SBS 《파라다이스 목장》 ... 동물병원 팀장 역
- 2011년 MBC 《내 마음이 들리니》 ... 진행자 역
- 2011년 SBS 《내게 거짓말을 해봐》 ... 의사 역
- 2011년 MBC 《넌 내게 반했어》 ... 뮤지컬 스폰서 역
- 2011년 ~ 2012년 KBS 《광개토태왕》 ... 일왕 닌토쿠 역
- 2011년 ~ 2012년 MBC 《애정만만세》 ... 변주리에게 골프알바 제안한 여자를 아는 남자 역
- 2011년 SBS 《보스를 지켜라》 ... DK그룹 면접관
- 2012년 MBC
- 2012년 JTBC 《신드롬》 ... 의사 역
- 2012년 KBS2 《넝쿨째 굴러온 당신》 ... 프로그램 '인간시대'의 PD 역
- 2012년 KBS2 《적도의 남자》 ... 의사 역
- 2012년 SBS 《옥탑방 왕세자》 ... 면접관 역
- 2012년 SBS 《신사의 품격》 ... 서이수의 어머니가 키운 아들 1 역
- 2012년 SBS 《유령》 ... 세강그룹 사장단 회의 진행자 역
- 2012년 tvN 《응답하라 1997》 ... 의사 역
- 2012년 ~ 2013년 MBC
- 2012년 MBC 《보고싶다》 ... 최 박사 역
- 2012년 ~ 2013년 KBS2 《전우치》 ... 대제학 역
- 2013년 MBC 《백년의 유산》 ... 정신병원 관계자 역
- 2013년 tvN 《나인: 아홉 번의 시간여행》 ... 강서준의 아버지 역
- 2013년 MBC
- 2013년 MBC 《스캔들: 매우 충격적이고 부도덕한 사건》
- 2013년 JTBC 《그녀의 신화》 ... 신화그룹 임원 역
- 2013년 tvN 《응답하라 1994》 ... 컴퓨터공학과 교수 역
- 2013년 ~ 2014년 MBC 《기황후》 ... 김순조 역
- 2013년 네이버TV 《무한동력》 ... 면접관 (남) 역
- 2013년 ~ 2014년 SBS 《별에서 온 그대》 ... 의사 역
- 2014년 KBS 《정도전》 ... 최만생 역
- 2014년 KBS2 《태양은 가득히》
- 2014년 MBC 《트라이앵글》 ... 강선태 역
- 2014년 SBS 《닥터 이방인》
- 2014년 SBS 《사랑만 할래》 ... 최 변호사 역
- 2014년 SBS 《끝없는 사랑》 ... 인애 주치의 역
- 2014년 MBC 《운명처럼 널 사랑해》 ... 장인화학 주주 역
- 2014년 ~ 2015년 MBC 《전설의 마녀》 ... 의사 역
- 2014년 ~ 2015년 SBS 《미녀의 탄생》 ... 정신병원 의사 역
- 2014년 ~ 2015년 SBS 《달려라 장미》 ... 흉부외과 의사 역
- 2015년 MBC
- 2015년 KBS 《징비록》 ... 한응인 역
- 2015년 JTBC 《순정에 반하다》
- 2015년 MBC
- 2015년 KBS2 《후아유 - 학교 2015》 ... 의사 역
- 2015년 ~ 2016년 MBC 《엄마》
- 2015년 ~ 2016년 MBC 《화려한 유혹》
- 2015년 ~ 2016년 MBC 《내일도 승리》 ... 민 이사 역
- 2016년 SBS 《미세스 캅 2》 ... 판사 역
- 2016년 KBS2 《마스터 - 국수의 신》
- 2016년 MBC 《좋은사람》
- 2016년 KBS2 《구르미 그린 달빛》 - 무명 신료 역
- 2016년  ~ 2017년 KBS2 《월계수 양복점 신사들》
- 2016년 MBC 《쇼핑왕 루이》
- 2016년 SBS 《끝에서 두번째 사랑》 ... 마 교수 역
- 2016년 KBS2 《여자의 비밀》
- 2016년 SBS 《당신은 선물》
- 2016년 KBS1 《별난 가족》
- 2016년 ~ 2017년 SBS 《사랑은 방울방울》
- 2016년 ~ 2017년 SBS 《아임 쏘리 강남구》
- 2016년 ~ 2017년 SBS 《낭만닥터 김사부》
- 2016년 ~ 2017년 MBC 《아버님 제가 모실게요》
- 2017년 tvN 《내성적인 보스》
- 2017년 KBS2 《그 여자의 바다》 - 김 이사 역
- 2017년 SBS 《언니는 살아있다》
- 2017년 MBC 《훈장 오순남》 ... 박 이사 역
- 2017년 KBS2 《최고의 한방》 ... 90년대 의사 역
- 2017년 SBS 《달콤한 원수》 ... 현정수 역
- 2017년 ~ 2018년 MBC 《밥상 차리는 남자》
- 2017년 ~ 2018년 TV조선 《너의 등짝에 스매싱》
- 2017년 ~ 2018년 tvN 《화유기》
- 2018년 KBS1
- 2018년 TV조선
- 2018년 iHQ DRAMA 《리치맨》
- 2018년 SBS 《강남 스캔들》 ... 의사 역
- 2018년 ~ 2019년 KBS2 《하나뿐인 내편》 ... 박 변호사 역
- 2019년 MBN & iHQ DRAMA 《최고의 치킨》
- 2019년 KBS2 《저스티스》
- 2021년 ~ 2022년 KBS2 《태종 이방원》
- 2025년 《독수리 5형제를 부탁해!》

### 방송 프로그램
- 2000년 ~ 2004년 iTV 《리얼스토리 실제상황》
- 2003년 ~ 2005년 MBC 《실화극장 죄와 벌》 ... 각종 단역
- 2005년 - 2007년 MBC 《현장기록 형사》 ... 각종 단역
- 2013년 ~ 2016년 채널A 《천 개의 비밀 어메이징 스토리》 ... 각종 단역 (2016년부터 비고정 출연)
- 2014년 ~ 2020년 MBN 《기막힌 이야기 실제상황》 ... 각종 단역
- 2014년 ~ 2016년 TV조선 《이것은 실화다》 ... 각종 단역
- 2016년 ~ 현재 채널A 《천일야史》 ... 각종 단역 (2017년부터 비고정 출연)

### 그 외
- 2010년 《모래가 되어 사라지고》
- 2011년 《토스카 인 서울》
- 2012년 《쥐덫》 (연극)
- 2012년 《폭소 춘향뎐》 (뮤지컬)

## 경력
- 연극배우협회 회원
- 극단 서전